# Xirivella (ort)
Xirivella är en ort i Spanien.   Den ligger i provinsen Província de València och regionen Valencia, i den östra delen av landet, 300 km öster om huvudstaden Madrid. Xirivella ligger 35 meter över havet och antalet invånare är 30 691.
Terrängen runt Xirivella är platt.Runt Xirivella är det mycket tätbefolkat, med 5 021 invånare per kvadratkilometer. Närmaste större samhälle är Valencia, 4,2 km öster om Xirivella. Runt Xirivella är det i huvudsak tätbebyggt.